# І
І, і, наричана още десетично и, е буква от кирилицата, използвана в беларуския, казахския и украинския език. Традиционно обозначава затворената предна незакръглена гласна /i/ и е еквивалентна на другата кирилска буква И. Използва се също така и в азбуките на народите от бившия СССР. В старобългарската и църковнославянската азбука има название і . Произлиза от гръцката буква Йота ι. В старата кирилица има минимална разлика между буквите И и І, наследници на гръцките букви Η ета и I йота. Използват се и двете букви, тъй като имат различни цифрови стойности в кирилската цифрова система, съответно 8 и 10, поради това са наричани осмично И и десетично И.
Буквата I се използва в българската азбука преди 1878 г. и в руската преди 1918 г. В клавиатурната подредба по БДС присъства главната буква I, най-вероятно за подпомагане изписването на римски цифри.